# Segundo Consistório Ordinário Público de 1839

## Cardeais Eleitores
| Nº                  | País               | Nome                              | Idade              | Cargo                            | Título ou Diaconia                                           |
| Cardeais eleitores  | Cardeais eleitores | Cardeais eleitores                | Cardeais eleitores | Cardeais eleitores               | Cardeais eleitores                                           |
| ------------------- | ------------------ | --------------------------------- | ------------------ | -------------------------------- | ------------------------------------------------------------ |
| 1                   | Itália             | Ferdinando Maria Pignatelli, C.R. | 69                 | Arcebispo de Palermo             | Cardeal-presbítero de Santa Maria da Vitória                 |
| Revelado In Pectore |                    |                                   |                    |                                  |                                                              |
| 2                   | Itália             | Ambrogio Bianchi, O.S.B.Cam.      | 67                 | Prior da Ordem dos Camaldulenses | Cardeal-presbítero de Santos André e Gregório no Monte Celio |
| 3                   | Itália             | Filippo De Angelis                | 47                 | arcebispo de Montefiascone       | Cardeal-presbítero de São Bernardo nas Termas Dioclecianas   |
| 4                   | Itália             | Gabriele Ferretti                 | 44                 | arcebispo de Fermo               | Cardeal-presbítero de Santos Ciríaco e Julita                |